# Teporacas de Chihuahua
Las Teporacas de Chihuahua es un equipo de la Liga Mexicana de Baloncesto Profesional Femenil con sede en Chihuahua, Chihuahua , México .

## Historia
Su creación fue en el 2021 en la “Liga Chihuahua Femenil de Basquetbol”, obteniendo el 4° lugar en su año debut.
En 2022, el equipo de Teporacas pasó a la historia como el primer equipo femenil de baloncesto profesional de Chihuahua en participar en la Liga Mexicana de Baloncesto Profesional Femenil, la cual se ha consagrado como la liga más importante a nivel nacional de baloncesto femenil.
En ese mismo 2022, se convierten en las campeonas de la Liga Chihuahua Femenil de Basquetbol al ganar 94-81 a Pioneras de Delicias, coronándose así tan sólo 2 años después de la fundación del club y las primeras de la ciudad de Chihuahua en conseguirlo.
También en su segunda temporada, pero ahora en la Liga Mexicana de Baloncesto Profesional Femenil se coronan campeonas de la temporada 2023 al barrer 3-0 a las Mieleras de Guanajuato.
En 2023 hacen su debut en la naciente Liga de Básquetbol del Norte Femenil donde se convierten en el campeón de la primera temporada de la Liga LBN 2023.

### Roster CampeónLBN 2023
A continuación se muestra tanto al roster de jugadoras, como al cuerpo técnico, que participó con Teporacas de Chihuahua para convertirse en las primeras campeonas de la LBN.
Actualizado al 20 de octubre de 2023.
"Temporada 2023"
| Teporacas de Chihuahua Roster 2023 |    |                           |                                     |
| C U E R P O T É C N I C O          |    |                           |                                     |
| Entrenador                         |    | Bandera de México         | Jesús Florentino Chávez Valles      |
| Asistente                          |    | Bandera de México         | Luis Arturo Cera                    |
| J U G A D O R A S                  |    |                           |                                     |
| Base                               | 2  | Bandera de México         | Carlota Martín del Campo Blanco     |
| Base/Escolta                       | 3  | Bandera de México         | Dana Samantha Soto Antillón         |
| Alera                              | 5  | Bandera de México         | Paulina Deni Torres Bustamante (J)  |
| Ala-Pívot/Pívot                    | 7  | Bandera de México         | Jazmín Valenzuela Álvarez           |
| Alero                              | 8  | Bandera de México         | Ingrid Martínez Treviño             |
| Base/Escolta                       | 9  | Bandera de Colombia       | Manuela Ríos Martínez               |
| Ala-pívot                          | 10 | Bandera de México         | Valeria Regina Gardea Quiñonez      |
| Base                               | 11 | Bandera de México         | Sofía Alejandra Payán Martínez      |
| Pívot                              | 12 | Bandera de México         | Julia Rubio Aldana (J)              |
| Alera                              | 14 | Bandera de Argentina      | Maribel Barzola                     |
| Escolta                            | 16 | Bandera de México         | Indira Martínez Treviño             |
| Base                               | 24 | Bandera de México         | Bélgica Natalia Quezada Trevizo (J) |
| Pívot                              | 27 | Bandera de Estados Unidos | Stephanie Madden                    |
| Alera                              | 47 | Bandera de México         | Sandra Saide Vargas Peraza          |
| = Capitán                          |    |                           |                                     |

J = Juvenil.

### RosterWBLA
Actualizado al 15 de septiembre de 2023.
"Temporada 2023"
| Teporacas de Chihuahua Roster 2023 |    |                           |                                 |
| C U E R P O T É C N I C O          |    |                           |                                 |
| Entrenador                         |    | Bandera de México         | Jesús Florentino Chávez Valles  |
| Asistente                          |    | Bandera de México         | Luis Arturo Cera                |
| J U G A D O R A S                  |    |                           |                                 |
| Base                               | 2  | Bandera de México         | Carlota Martín del Campo Blanco |
| Alera                              | 5  | Bandera de México         | Paulina Deni Torres Bustamante  |
| Ala-pívot                          | 6  | Bandera de Colombia       | María Esperanza Delgado         |
| Base/Escolta                       | 9  | Bandera de Colombia       | Manuela Ríos Martínez           |
| Ala-pívot                          | 10 | Bandera de México         | Valeria Regina Gardea Quiñonez  |
| Base                               | 11 | Bandera de México         | Sofía Alejandra Payán Martínez  |
| Pívot                              | 13 | Bandera de México         | Myriam Estela Lara Ackerman     |
| Alera                              | 14 | Bandera de Argentina      | Maribel Barzola                 |
| Pívot                              | 15 | Bandera de Estados Unidos | Kamilah Tranese Jackson         |
| Escolta                            | 16 | Bandera de México         | Indira Martínez Treviño         |
| Escolta                            | 24 | Bandera de Estados Unidos | Estela Gutiérrez                |
| = Capitán                          |    |                           |                                 |

 =  Cuenta con nacionalidad mexicana. 

### Roster Campeón LMBPF Femenil
A continuación se muestra tanto al roster de jugadoras, como al cuerpo técnico, que participó con Teporacas de Chihuahua en el primer campeonato nacional de su historia. 
Actualizado al 23 de mayo de 2023.
"Temporada 2023"
| Teporacas de Chihuahua Roster 2023 |    |                           |                                  |
| C U E R P O T É C N I C O          |    |                           |                                  |
| Entrenador                         |    | Bandera de México         | Jesús Florentino Chávez Valles   |
| Asistente                          |    | Bandera de México         | Luis Arturo Cera                 |
| J U G A D O R A S                  |    |                           |                                  |
| Alera                              | 3  | Bandera de México         | Dulce Ángela Durán Ceballos      |
| Escolta                            | 4  | Bandera de México         | Perla Rubí Hernández Fierro      |
| Ala-Pívot                          | 5  | Bandera de Estados Unidos | Jacqueline Luna Castro           |
| Alera/Ala-Pívot                    | 6  | Bandera de Argentina      | Ana Clara Paz                    |
| Escolta/Alera                      | 7  | Bandera de México         | Karla Alejandra Martínez Hidalgo |
| Escolta/Alera                      | 9  | Bandera de México         | Alejandra Urrutia Chávez         |
| Alera                              | 10 | Bandera de México         | Gladys Victoria Chavira Pérez    |
| Base                               | 11 | Bandera de México         | Sofía Alejandra Payán Martínez   |
| Base                               | 13 | Bandera de México         | Paula Aidalid Marquez Ortiz      |
| Base                               | 22 | Bandera de Estados Unidos | Hazel Yvette Ramírez Solís       |
| Alera                              | 47 | Bandera de México         | Sandra Saide Vargas Peraza       |
| Pívot                              | 69 | Bandera de Estados Unidos | Emmonnie Lawan Henderson         |
| Base                               | 88 | Bandera de Estados Unidos | Briahanna Marae Leigh Jackson    |
| = Capitán                          |    |                           |                                  |

 =  Cuenta con nacionalidad mexicana. 

### Roster Campeón LBE Femenil 2022
A continuación se muestra tanto al roster de jugadoras, como al cuerpo técnico, que participó con Teporacas de Chihuahua en el primer campeonato estatal y de su historia. 
| Teporacas de Chihuahua Roster 2022 |    |                           |                                   |
| C U E R P O T É C N I C O          |    |                           |                                   |
| Entrenador                         |    | Bandera de España         | Ángel Fernández Juliá (Baja)      |
| Asistente/Entrenadora              |    | Bandera de México         | Adriana Arisbé Montañez Solano    |
| J U G A D O R A S                  |    |                           |                                   |
| Ala-pívot/Pívot                    | 5  | Bandera de México         | Jessica Evelyn Torres Barrón      |
| Base                               | 7  | Bandera de México         | Carlota Martín del Campo Blanco   |
| Base/ Escolta                      | 8  | Bandera de México         | Carmen Gabriela Saad Herera       |
| Ala-pívot                          | 9  | Bandera de México         | Sandra Anahy Sánchez Paz          |
| Base                               | 11 | Bandera de México         | Sofía Alejandra Payán Martínez    |
| Alera/Ala-Pívot                    | 12 | Bandera de México         | Narda Dominick López Copado       |
| Ala-pívot                          | 14 | Bandera de México         | Daniela María Soto Gómez          |
| Alero                              | 32 | Bandera de Rusia          | Julia Gladkova                    |
| Base                               | 88 | Bandera de Estados Unidos | Briahanna Marae Leigh Jackson     |
| Alera                              | 92 | Bandera de México         | Karen Enríquez Quintana (J)       |
| Alera                              | 93 | Bandera de México         | Dulce Ángela Durán Ceballos (J)   |
| Base                               | 98 | Bandera de México         | Gladys Victoria Chavira Pérez (J) |
| Base                               | 99 | Bandera de México         | Carol Enríquez Quintana (J)       |
| = Capitán                          |    |                           |                                   |

J = Juvenil.